# Natação no Campeonato Europeu de Esportes Aquáticos de 2012 - 200 m borboleta masculino
A prova dos 200 metros borboleta masculino da natação no Campeonato Europeu de Esportes Aquáticos de 2012 ocorreu entre os dias 23 e 24 de maio em Debrecen na Hungria. 

## Calendário
| Fase          | Data       | Hora  |
| ------------- | ---------- | ----- |
| Eliminatórias | 23 de maio | 09:30 |
| Semifinal     | 23 de maio | 17:56 |
| Final         | 24 de maio | 17:57 |

Todos os horários estão no horário local (UTC+1)

## Recordes
Antes desta competição, os recordes eram os seguintes:
| Recorde mundial       | Michael Phelps     | 1:51.51 | Roma      | 29 de julho de 2009  |
| Recorde europeu       | László Cseh        | 1:52.70 | Pequim    | 13 de agosto de 2008 |
| Recorde do campeonato | Paweł Korzeniowski | 1:54.38 | Eindhoven | 21 de março de 2008  |

## Medalhistas
| Ouro              | Prata             | Bronze                   |
| László Cseh (HUN) | Bence Biczó (HUN) | Ioannis Drymonakos (GRE) |

## Resultados

### Eliminatórias
Esses foram os resultados das eliminatórias. 
| Pos. | Bateria | Raia | Nadador               | Nacionalidade | Tempo   | Notas            |
| ---- | ------- | ---- | --------------------- | ------------- | ------- | ---------------- |
| 1    | 4       | 4    | Bence Biczó           | Hungria       | 1:57.47 | Q                |
| 2    | 3       | 4    | Dinko Jukić           | Áustria       | 1:57.69 | Q                |
| 3    | 2       | 4    | László Cseh           | Hungria       | 1:58.08 | Q                |
| 4    | 2       | 5    | Ioannis Drymonakos    | Grécia        | 1:58.16 | Q                |
| 5    | 4       | 3    | Francesco Pavone      | Itália        | 1:58.23 | Q                |
| 6    | 4       | 5    | Velimir Stjepanović   | Sérvia        | 1:58.32 | Q                |
| 7    | 2       | 7    | Alexandru Coci        | Roménia       | 1:58.42 | Q                |
| 8    | 1       | 2    | Nimrod Shapira Bar-Or | Israel        | 1:58.97 | Q                |
| 9    | 3       | 5    | Stefanos Dimitriadis  | Grécia        | 1:58.97 | Q                |
| 10   | 3       | 3    | Jordan Coelho         | França        | 1:59.32 | Q                |
| 11   | 2       | 3    | Konstantinos Markozis | Grécia        | 1:59.48 |                  |
| 12   | 4       | 2    | Tom Kremer            | Israel        | 1:59.50 | Q                |
| 13   | 2       | 6    | Egon van der Straeten | Bélgica       | 1:59.70 | Q                |
| 14   | 3       | 6    | Robert Zbogar         | Eslovênia     | 1:59.80 | Q                |
| 15   | 3       | 7    | Andreas Vazaios       | Grécia        | 2:00.05 |                  |
| 16   | 2       | 2    | Alexandre Liess       | Suíça         | 2:00.18 | Q                |
| 17   | 2       | 1    | Jan Sefl              | Chéquia       | 2:00.21 | Q                |
| 18   | 3       | 1    | Michal Poprawa        | Polónia       | 2:00.23 | Q                |
| 18   | 3       | 2    | Pedro Diogo Oliveira  | Portugal      | 2:00.23 |                  |
| 20   | 4       | 1    | Diogo Filipe Carvalho | Portugal      | 2:00.52 |                  |
| 21   | 4       | 7    | Duarte Rafael Mourao  | Portugal      | 2:00.63 |                  |
| 22   | 1       | 4    | Sindri Thor Jakobsson | Noruega       | 2:00.96 | Recorde nacional |
| 23   | 4       | 8    | Bernhard Wolf         | Áustria       | 2:01.69 |                  |
| 24   | 1       | 5    | Niksa Roki            | Croácia       | 2:01.82 |                  |
| 25   | 1       | 6    | Nico van Duijn        | Suíça         | 2:02.02 |                  |
| 25   | 3       | 8    | Alon Mandel           | Israel        | 2:02.02 |                  |
| 27   | 2       | 8    | Avi Cohen             | Israel        | 2:02.35 |                  |
| 28   | 1       | 3    | Jakub Maly            | Áustria       | 2:03.03 |                  |
| 29   | 1       | 1    | Pavel Naroshkin       | Estónia       | 2:04.15 | Recorde nacional |
| 30   | 1       | 7    | Edgaras Štura         | Lituânia      | 2:08.18 |                  |
| 31   | 4       | 6    | Matteo Pelizzari      | Itália        | DNS     |                  |

### Semifinal
Esses foram os resultados das semifinais. 
Semifinal 1
| Pos. | Raia | Nadador               | Nacionalidade | Tempo   | Notas |
| ---- | ---- | --------------------- | ------------- | ------- | ----- |
| 1    | 3    | Velimir Stjepanović   | Sérvia        | 1:56.84 | Q     |
| 2    | 4    | Dinko Jukić           | Áustria       | 1:57.02 | Q     |
| 3    | 5    | Ioannis Drymonakos    | Grécia        | 1:57.33 | Q     |
| 4    | 2    | Jordan Coelho         | França        | 1:57.59 | Q     |
| 5    | 1    | Alexandre Liess       | Suíça         | 1:58.13 | Q,    |
| 6    | 6    | Nimrod Shapira Bar-Or | Israel        | 1:59.09 |       |
| 7    | 7    | Egon van der Straeten | Bélgica       | 1:59.25 |       |
| 8    | 8    | Michal Poprawa        | Polónia       | 2:00.56 |       |

Semifinal 2
| Pos. | Raia | Nadador              | Nacionalidade | Tempo   | Notas |
| ---- | ---- | -------------------- | ------------- | ------- | ----- |
| 1    | 4    | Bence Biczó          | Hungria       | 1:55.77 | Q     |
| 2    | 3    | Francesco Pavone     | Itália        | 1:57.05 | Q     |
| 3    | 5    | László Cseh          | Hungria       | 1:57.44 | Q     |
| 4    | 2    | Stefanos Dimitriadis | Grécia        | 1:58.51 |       |
| 5    | 1    | Robert Zbogar        | Eslovênia     | 1:58.75 |       |
| 6    | 6    | Alexandru Coci       | Roménia       | 1:59.49 |       |
| 7    | 7    | Tom Kremer           | Israel        | 1:59.51 |       |
| 8    | 8    | Jan Sefl             | Chéquia       | 1:59.87 |       |

### Final
Esse foi o resultado da final. 
| Pos.              | Raia | Nadador             | Nacionalidade | Tempo   | Notas |
| ----------------- | ---- | ------------------- | ------------- | ------- | ----- |
| Medalha de ouro   | 7    | László Cseh         | Hungria       | 1:54.95 |       |
| Medalha de prata  | 4    | Bence Biczó         | Hungria       | 1:55.85 |       |
| Medalha de bronze | 2    | Ioannis Drymonakos  | Grécia        | 1:56.48 |       |
| 4                 | 3    | Dinko Jukić         | Áustria       | 1:56.53 |       |
| 5                 | 5    | Velimir Stjepanović | Sérvia        | 1:57.06 |       |
| 6                 | 6    | Francesco Pavone    | Itália        | 1:57.07 |       |
| 7                 | 1    | Jordan Coelho       | França        | 1:58.24 |       |
| 8                 | 8    | Alexandre Liess     | Suíça         | 1:59.13 |       |

Legenda
| Recorde mundial       | Recorde mundial (World record)               |                       | Recorde africano                      | Recorde africano (African) |                                           | Q | Classificado por posição (Qualified) |
| Recorde do campeonato | Recorde do campeonato (Championship record)  | Recorde da América    | Recorde da América (Americas)         | q                          | Classificado por melhor tempo (Qualified) |   |                                      |
| Melhor marca do ano   | Melhor marca do ano (World leading)          | Recorde asiático      | Recorde asiático (Asian)              | DNS                        | Não largou (Did not start)                |   |                                      |
| Recorde nacional      | Recorde nacional (National record)           | Recorde europeu       | Recorde europeu (European)            | DNF                        | Não terminou (Did not finish)             |   |                                      |
| Recorde pessoal       | Recorde pessoal do atleta (Personal best)    | Recorde da Oceania    | Recorde da Oceania (Oceania)          | DSQ / DQ                   | Desclassificado (Disqualified)            |   |                                      |
| Recorde da temporada  | Recorde da temporada do atleta (Season best) | Recorde sul-americano | Recorde sul-americano (South America) | NM                         | Sem marca (No mark)                       |   |                                      |